# Thư viện pháp luật
Thư viện pháp luật là một dịch vụ tra cứu văn bản pháp luật trực tuyến tại Việt Nam, ra mắt vào năm 2005 bởi công ty LawSoft. Đây được xem là trang web mạnh nhất về văn bản pháp luật Việt Nam.

## Lịch sử
Người sáng lập nên Thư viện pháp luật là nhà báo Bùi Tường Vũ. Thời điểm cuối năm 2003, do nhận thấy sự rối rắm trong hệ thống văn bản pháp luật và việc thiếu trang tra cứu văn bản mạng tại Việt Nam, ông đã nảy ra ý tưởng tạo một trang web giải quyết vấn đề trên. Ý định lập trang Thư viện pháp luật được kỹ sư đồng sáng lập Vũ Văn Quý ủng hộ, và cả hai rủ thêm một người bạn nữa để thành lập công ty LawSoft. Bùi Tường Vũ làm tổng giám đốc điều hành công ty kiêm chủ tịch hội đồng quản trị, còn Vũ Văn Quý phụ trách mảng kỹ thuật. Trong quá trình tạo dựng nội dung sơ khai trong kho dữ liệu, công ty từng mất hai năm thu thập gần 40.000 văn bản pháp luật, dự thảo, công văn, Tiêu chuẩn Việt Nam và thủ tục hành chính, trải dài từ năm 1945 đến đầu thế kỷ 21, dưới dạng giấy tờ để số hóa và hệ thống chúng lại một cách hoàn chỉnh. Vào tháng 7 năm 2005, bản phần mềm đầu tiên và website của dịch vụ đã được phát hành. Ngay lập tức, sản phẩm của công ty đã giành giải vàng cuộc thi "Cúp vàng SoftMark" vào tháng 9 cùng năm do Sở Khoa học và Công nghệ Thành phố Hồ Chí Minh tổ chức.
Sang đến 2007, LawSoft tiếp tục cho ra mắt phiên bản Thư viện pháp luật thứ hai với tính năng mới là thông tin về tình trạng hiệu lực của văn bản. Bản cập nhật này đã thành công tạo nên một "hiện tượng" trong giới luật học Việt Nam. Năm 2009, phiên bản thế hệ ba của dịch vụ cập nhật lên 80.000 văn bản pháp luật song ngữ Anh-Việt và tạo thêm tính năng mục lục liên kết văn bản cho người dùng. Ngày 15 tháng 10 năm 2015, phần mềm dành riêng cho điện thoại của Thư viện pháp luật đã chính thức hoạt động trên hai hệ điều hành Android và iOS.

## Ảnh hưởng
Thư viện pháp luật thường xuyên được sử dụng như là nguồn uy tín trong việc lưu trữ các văn bản pháp luật tại Việt Nam. Đối tượng dùng dịch vụ đa số là những người làm luật tại các cơ quan nhà nước và tư nhân, chính phủ, doanh nghiệp, nghiên cứu sinh cho tới dân thường. Trang web của dịch vụ cũng được dùng làm nguồn trích dẫn cho nhiều văn bản, ấn phẩm và nghiên cứu từ các tổ chức quốc tế về Việt Nam.
Tháng 8 năm 2009, dịch vụ Thư viện pháp luật được ghi nhận thu hút tổng cộng 163.000 khách hàng sử dụng thông qua mua phần mềm hoặc truy cập trang web. Song theo thống kê từ báo Hànộimới, số người đăng ký tài khoản trên website dịch vụ đã lên tới 250.000 người, còn mức tiêu thụ bản quyền phần mềm là 25.000 bộ. Tính đến 2013, lượng người dùng dịch vụ tăng lên 600.000 thành viên và chỉ sau hai năm tới 2015, số người dùng dịch vụ đạt 1,3 triệu người. Gần phân nửa trong số này là từ các doanh nghiệp và 22% còn lại là ở phía nhà nước. Số lượt xem của trang web cũng cán mốc 100 triệu vào năm 2012. Năm 2021, phần mềm Thư viện pháp luật đã tiêu thụ hơn 50.000 bản, trong khi có 2 triệu tài khoản được tạo ra trên website cùng tên.
Về quy mô, cho tới 2012, trang web sưu tầm hơn 350.000 văn bản pháp luật và hàng ngàn bài tin tức luật pháp Việt Nam. Một cộng đồng thuộc Thư viện pháp luật có tên Dân Luật cũng được lập ra để thảo luận và tư vấn pháp luật trong nước. Đến năm 2022, kho lưu trữ của Thư viện pháp luật cập nhật lên 410.000 văn bản pháp luật và công văn được ban hành tại Việt Nam.